# Figurative Kunst

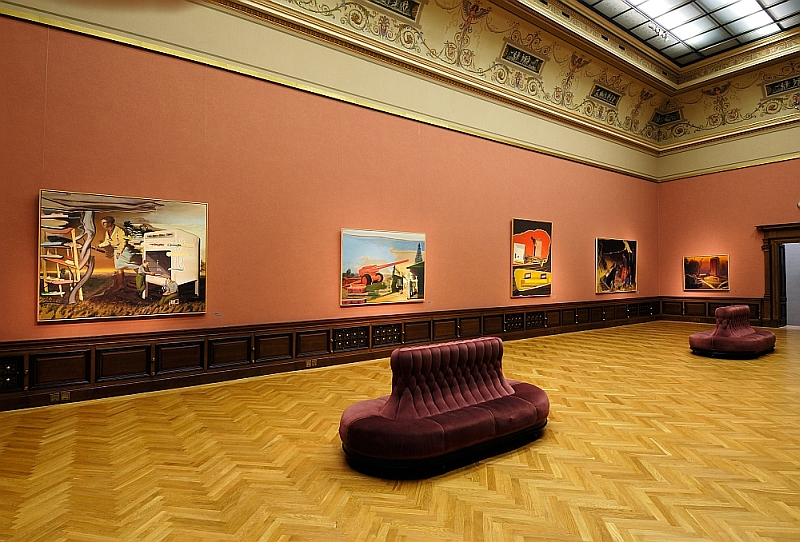
Ausstellung Neo Rauch, 2007

Als figurative Kunst werden Richtungen der zeitgenössischen  bildenden Kunst bezeichnet, in denen Personen, Lebewesen oder Gegenstände dargestellt werden, im Gegensatz zur abstrakten Kunst oder konkreten Kunst.
Die Darstellung realer Objekte wird auch als Figuration bezeichnet.
Die figürliche Malerei nach dem Zweiten Weltkrieg wird auch nach dem Titel einer von Constance M. Perkins kuratierten Wanderausstellung von 1969 als Neue Figuration bezeichnet.